# وولفگانگ لیبناینر
وولفگانگ لیبناینر (آلمانی: Wolfgang Liebeneiner; ۶ اکتبر ۱۹۰۵ – ۲۸ نوامبر ۱۹۸۷) کارگردان فیلم و بازیگر اهل آلمان بود.